# دیتمار دات
دیتمار دات (انگلیسی: Dietmar Dath؛ زادهٔ ۳ آوریل ۱۹۷۰) مؤلف، روزنامه‌نگار و مترجم اهل آلمان است.

## زندگی

### آثار ادبی
اولین آثار ادبی دات توسط ناشران مستقل در اواسط دههٔ ۱۹۹۰منتشر شد. از سال ۲۰۰۵ بعضی از آثار او توسط انتشارات سورکمپ فرلاگ منتشر شده‌است. رمان او با نام «الغای گونه‌ها» در سال ۲۰۰۸ در فهرست نهایی جایزهٔ سال آلمان قرار گرفت.

### نگرش‌های سیاسی اجتماعی
دات نمایندهٔ تفکر کمونیستی-مارکسیستی ست. در سال ۲۰۰۹ در گفتگویی که در روزنامه اشپیگل داشت وقتی از او پرسیده شد که آیا موافق الغای سیستم سرمایه‌داری ست، او پاسخ داد: کاملا! او همچنین در رمان‌هایش ارجاعاتی به آثار مارکسیستی می‌دهد، مثل در رمان «تا ابد در عسل» ارجاعات روشنی به کتاب «چه باید کرد» لنین می‌دهد.